# Karl Wittig
Pour les articles homonymes, voir Wittig.
Karl Wittig (né le 11 novembre 1890 à Berlin, capitale de l'Allemagne et mort le 1er septembre 1958 dans sa ville natale) est un coureur cycliste allemand du début du XXe siècle.

## Biographie
Il fut le tout premier champion d'Allemagne sur route en 1910. Il a également obtenu des résultats sur piste comme une troisième place aux championnats du monde de 1923 de demi-fond et trois championnats nationaux de cette discipline.

## Palmarès sur piste

### Championnats du monde
- Zurich 1923
  -  Médaillé de bronze du demi-fond

### Championnats d'Allemagne
- Champion d'Allemagne de demi-fond en 1920, 1921 et 1926.
- 3e du championnat d'Allemagne de demi-fond en 1923 et 1925.

## Palmarès sur route
- 1910
  -  Champion d'Allemagne sur route
  - 1re étape de Nuremberg-Plauen-Nuremberg
  - Tour de Cologne
  - 2e de Berlin-Leipzig-Berlin
  - 3e de Nuremberg-Plauen-Nuremberg
- 1912
  - Rund um die Gletscher
- 1915
  - Rund um Berlin